# Eumyias thalassinus
El papamoscas verdín (Eumyias thalassinus) es una especie de ave paseriforme de la familia Muscicapidae propia del sudeste asiático y el subcontinente indio, especialmente en las estribaciones del Himalaya. Anteriormente la especie se asignaba al género Muscicapa.
Su nombre común hace referencia a los característicos matices de su plumaje color azul sulfato de cobre con una mancha oscura en el lorum. Los machos adultos poseen un tono azul intenso en todo su plumaje, excepto la mancha negra en el ojo y la zona perianal gris. Las hembras adultas y los ejemplares inmaduros son azul más claro. 

## Galería
|                                                                 |
| Adulto en el Instituto de Ciencia de la India Bangalore, India. |

|                                                               |
| Juvenil en Instituto de Ciencia de la India Bangalore, India. |

|                                                              |
| Adulto en Instituto de Ciencia de la India Bangalore, India. |

|                                                              |
| Adulto en Instituto de Ciencia de la India Bangalore, India. |

| |
| En un árbol Kamala Mallotus philipensis en la villa de Jayanti en la Parque nacional de Buxa en el distrito de Jalpaiguri Bengala Occidental, India. |

| |
| En un árbol Kamala Mallotus philipensis en la villa Jayanti en la Parque nacional de Buxa en el distrito de Jalpaiguri Bengala Occidental, India. |